# Reiner Calmund
Reinhold "Reiner" Calmund, född 23 november 1948 i Brühl, är en före detta tysk fotbollsfunktionär. Han blev känd som sportchef för Bundesligaklubben Bayer 04 Leverkusen, för vilken han arbetade för mellan 1976 och 2004. Calli, som han också kallas, är numera aktiv som expert, programledare och bokförfattare.

## Liv
Reinhold Calmund, som utbildade sig som grossist och studerade företagsekonomi, spelade med amatörlaget SpVg Frechen 20 under sin barndom, tills han skadade sig allvarligt 1966. År 1967 blev Calmund ungdomstränare i samma klubb och mästare i lokala U17-ligan året därpå. Mellan 1974 och 1976 var han assisterande tränare för Fritz Pott hos amatörklubben SC Brühl, som 1975 kom på andra plats efter mästaren TSV Bayer 04 Leverkusen och nådde därmed den sista omgången av det tyska amatörmästerskapet.

### Bayer 04 Leverkusen
Från 1976 arbetade Calmund vid TSV Bayer 04 Leverkusen, till en början som ungdomsledare och speaker, fram till 1988 var han även styrelseledamot i klubben. Sedan tog han över positionen som sportchef för klubbens professionella avdelning och 1999 blev han VD för Bayer 04 Leverkusen Fußball GmbH.
Lagets största framgångar under Calmunds engagemang var vinsten i UEFA-cupen 1988 och DFB-pokal 1993. Dessutom kom Leverkusen fyra gånger på andra plats i ligan och nådde Champions League-finalen 2001/02.
Spelare som han tog in i klubben inkluderar bland annat Andreas Thom (1989), Ulf Kirsten (1990), Bernd Schuster (1993), Rudi Völler (1994) och Michael Ballack (1999). Värningen av Thom från BFC Dynamo var särskilt uppmärksammad. Thom var den första spelaren i DDR-Oberliga att gå över till Bundesliga efter att Berlinmuren föll. Berlinmuren föll den 9 november 1989 och övergången av Thom blev offentlig den 12 december 1989. Thom var en av de bästa anfallarna i DDR-Oberliga och hade utsetts till ligans bästa spelare 1987-88. Calmund tyckets därtill skriva kontrakt med brasilianarna Paulo Sérgio, Jorginho, Emerson, Zé Roberto, Lúcio och Juan samt den bulgariska spelaren Dimitar Berbatow. Bayer 04 Leverkusen har ett gott rykte i Brasilien, särskilt tack vare brasilianerna som skrev kontrakt med klubben och deras efterföljande positiva utveckling i densamma.
Den 8 juni 2004 gick han ut med att han skulle avgå som klubbens verkställande direktör den 30 juni 2004 - enligt egna uttalanden av hälsoskäl. I mars 2006 blev det dock offentligt att så inte var fallet, utan Calmund hade avskedats från klubben. Bakgrunden var en oförklarlig kontant betalning på 580 000 euro till spelaragenten Volker Graul, enligt uppgifter för en köpoption för två kroatiska spelare som aldrig köptes. Dessutom hävdar Calmund själv att han betalade Graul 350 000 euro från egen ficka. Åklagarmyndigheten i Köln inledde ett förundersökning mot Calmund för förskingring, men förundersökningen ledde aldrig till ett åtal.

### Aktiviteter från 2004
Den 25 april 2005 valdes Calmund in till Fortuna Düsseldorfs styrelse.
Han engagerade sig som ambassadör för 2006 års VM i fotboll för personer med funktionsnedsättning i Tyskland. Den 4 augusti 2007 mottog han ”Golden Gourmet Duck” i Wassenberg för sina prestationer inom matlagning.
Calmund var hedersambassadör för fotbolls-VM 2006 för det tyska förbundslandet Nordrhein-Westfalen och "Internationell EM-ambassadör 2008 för staden Klagenfurt".
Den 1 februari 2008 presenterade Calmund en vlog på sin webbplats Calli.tv, där han varje vecka publicerade sina tankar om respektive Bundesligaomgång och andra fotbollsevenemang. Via sin telefon förklarade han hur fotbollsvärlden till en imaginär konversationspartner. Webbplatsen är nu offline. Från 2008 var han rådgivare för den numera upplösta föreningen SK Austria Kärnten från Österrike.
Den 15 juni 2010 tillkännagavs att Calmund skulle bli rådgivare för Dynamo Dresden. Han vill "skapa en professionell struktur" i klubben. Detta skulle varken kosta staden eller klubben några pengar.
Sedan 2015 är Calmund sportslig rådgivare för Hamburg-entreprenören Klaus-Michael Kühne, som är inblandad i spelaröverföringar inom Hamburger SV. Han arbetar även som rådgivare för det tyska sportuniversitetet Köln och byrån Sportstotal GmbH. Han skrev även en veckovis kolumn i tyska dagstidningen Express.
Sedan Bundesliga-säsongen 2017/18 jobbar Calmund även som expert vid tyska Bundesligatvkanalen Sky.

### Privat
Calmund är sedan september 2003 gift med sin tredje fru. 2013 adopterade han och hans fru Sylvia Calmund en tvåårig flicka. Han har även fem barn och fyra barnbarn från sina två tidigare äktenskap. Calmund bor sedan 2012 i Saarlouis.
I januari 2020 genomgick Calmund en magoperation. Genom operationen har han, enligt sig själv, redan förlorat 69 kg till december samma år.